# Rádio Fortaleza FM
Rádio Fortaleza FM é uma emissora de rádio brasileira sediada em Fortaleza, capital do estado do Ceará. Opera no dial FM, na frequência 90,7 MHz concessionada para a cidade de Maracanaú, e faz parte do Sistema Fortaleza de Comunicação, órgão de comunicação da Câmara Municipal de Fortaleza. Teve seu lançamento oficial em 1 de fevereiro de 2011, apesar de estar em funcionamento desde 2009.

## História
No primeiro semestre de 2009, a Câmara Municipal de Fortaleza firmou parceria com a Fundação José Possidônio Peixoto para ocupar três horas da programação da Líder FM, uma emissora de rádio popular originada em Caucaia que operava em FM 107,3 MHz. A iniciativa foi de Salmito Filho, então presidente da Mesa Diretora, que designou o jornalista Oceli Lopes para procurar estações de rádio, AM ou FM. A missão foi cumprida pelo jornalista Paulo Sérgio Cordeiro que em pouco mais de uma semana coordenou o estudo e a execução do projeto de transmissão via Frequência Modulada (FM), que pudesse "dar visibilidade e transparência às ações da Casa", de acordo com texto publicado por Paulo Tadeu no jornal O Estado.
O projeto foi chamado de FM Câmara e era transmitido pela manhã, de segunda a sexta-feira das 9h30 até 12h30. Eram realizadas as transmissões das sessões da Câmara, além de entrevistas com autoridades e vereadores. Enquanto que a rádio era mantida no ar por meio de parceria, a Câmara projetava operar futuramente numa concessão própria.
Em 1 de fevereiro de 2011, a Câmara Municipal inaugurou oficialmente a Rádio Fortaleza FM. Naquele ano, a emissora deixaria de ser transmitida na Líder FM após a mesma ter mudado seu foco artístico, migrando para o FM 92,1 MHz, passando a se chamar Líder Gospel FM. Para atuar em frequência própria, a Câmara Municipal fez uma parceria com o Grupo Cearasat de Comunicação, de Donizete Arruda e à época, de Luzenor de Oliveira, e iniciou suas operações em FM 93,5 MHz, concessão do município de Pindoretama onde operava a Rede SomZoom Sat desde 2010. A nova programação passou a contar com programas de debate, comunitários, jornalísticos e programação musical baseada em canções internacionais da década de 1980 e MPB. Acrísio Sena, então presidente da Câmara Municipal, afirmou na época que o objetivo final da Câmara era conseguir uma concessão de rádio educativa.
A operação na frequência de Pindoretama durou até 6 de março de 2014. Neste dia, a emissora deixou o FM 93,5 MHz sendo substituída pela FM Ministério Canaã, da Assembleia de Deus Canaã—e passou a operar em FM 106,1 MHz, concessionada em Cascavel. A Fortaleza FM passou a funcionar em caráter experimental e substituiu a Plus FM, que deixou de ser sintonizada na capital cearense. A expectativa era de inaugurar os novos estúdios no mesmo mês. Em 10 de abril de 2014, foram inauguradas as novas instalações da emissora. O novo estúdio recebeu o nome do jornalista Messias Pontes, que havia falecido no ano anterior.
Em maio de 2017, a Rádio Fortaleza FM saiu do ar em 106,1 MHz. A emissora continuou suas operações na internet e retornou ao dial em 6 de junho, quando estreou em 90,7 MHz, que estava em expectativa de estreia de nova programação após a saída da Feliz FM.